# Tersec infans
Tersec infans är en skalbaggsart som först beskrevs av Max Quedenfeldt 1882.  Tersec infans ingår i släktet Tersec och familjen långhorningar.
Artens utbredningsområde är:
- Angola.
- Liberia.

Inga underarter finns listade i Catalogue of Life.